# Maryna Nowik
Maryna Nowik (belarussisch Марына Новік, engl. Transkription Maryna Novik; * 19. Januar 1984 in Schodsina) ist eine belarussische Speerwerferin. 
Bei den Olympischen Spielen 2008 in Peking schied sie in der Qualifikation aus.
2009 stellte sie am 1. August in Stajki mit 63,25 m einen nationalen Rekord auf, kam aber bei den Leichtathletik-Weltmeisterschaften in Berlin erneut nicht über die Vorrunde hinaus.

## Weblink
- Maryna Novik in der Datenbank von World Athletics (englisch)

| Personendaten    | Personendaten                |
| ---------------- | ---------------------------- |
| NAME             | Nowik, Maryna                |
| ALTERNATIVNAMEN  | Новік, Марына; Novik, Maryna |
| KURZBESCHREIBUNG | belarussische Speerwerferin  |
| GEBURTSDATUM     | 19. Januar 1984              |
| GEBURTSORT       | Schodsina                    |